# Stanowisko archeologiczne nr 24 w Łubczu (kurhan)
Stanowisko archeologiczne nr 24 w Łubczu (kurhan) – stanowisko kultury ceramiki sznurowej (neolit).
Położone na lokalnej kulminacji południowego garbu Grzędy Sokalskiej (257 m n.p.m.) w Łubczu (woj. lubelskie), datowane na 2800–2600 r. p.n.e. W skład stanowiska wchodzą dwa kurhany oddalone od siebie ok. 50 m położone na linii SW-NE. Stanowisko objęto ochroną konserwatorską, podległą Lubelskiemu Wojewódzkiemu Konserwatorowi Zabytków i wpisano do rejestru zabytków archeologicznych województwa lubelskiego.

## Kurhan nr 1
Kurhan północno-wschodni nr 1 nie został przebadany przez archeologów.

## Kurhan nr 2
Podczas prac archeologicznych przebadano południowo-zachodni kurhan nr 2, w którym odkryto grób centralny umieszczony w środkowej części przestrzeni podnasypowej. Trapezowaty grób jamowy o wymiarach 1,1–2,2 × 3,1 m zorientowano wzdłuż linii E-W. W jamie grobowej nie znaleziono szczątków zmarłego, co nasuwa przypuszczenie badaczy iż był to cenotaf.

## Znaleziska w kurhanie nr 2
Wyposażenie grobu stanowiła gliniana amfora o silnie wydętym brzuścu, kamienny topór z diorytu pochodzącego z rejonu Klesowa lub Korca na Wołyniu (Ukraina) oraz wyroby z krzemienia wołyńskiego: siekiera, grocik strzały do łuku, wióry retuszowane, odłupki, wióro-odłupki, wkładka paratylcowa. Znaleziony jeden z fragmentów wióra krzemiennego pokryty z jednej strony retuszem powierzchniowym, a z drugiej płaskim łuskaniem nie znajduje analogii do tego typu znalezisk z zachodniej Małopolski, a przypomina bardziej niektóre smukłe ostrza wiórowate kultury środkowodnieprzańskiej. Zabytki przechowywane są w Muzeum Regionalnym w Tomaszowie Lubelskim.